# Volo Air France 4590
Il volo Air France 4590 era un volo diretto da Parigi a New York, operato da un Concorde. Il 25 luglio 2000 alle ore 14:44:31 UTC, (16:44:31 ora locale in Francia) il Concorde F-BTSC in servizio quel giorno precipitò dopo il decollo, schiantandosi sull'hotel Hôtelissimo a Gonesse, a sud-ovest dell'aeroporto, mentre cercava di dirigersi verso Le Bourget. Morirono tutti i 100 passeggeri, i nove membri dell'equipaggio (3 piloti e 6 assistenti di volo) e quattro persone che erano a terra, mentre altre sei persone a terra rimasero ferite.
Nel momento del decollo, le foto di due fotografi dilettanti ungheresi mostrano l'aereo alzarsi in volo con delle fiamme sotto l'ala sinistra e un video girato da una coppia proveniente dalla Spagna dall'interno di un veicolo commerciale che transitava nella vicina autostrada mostra l'aereo in cielo con una lunga scia di fuoco. Tre pompieri dell'aeroporto hanno testimoniato di aver visto un cono di fuoco con fumo denso sul lato sinistro dell'aereo durante il decollo.
L'inchiesta portò alla luce una perdita di pezzi metallici da parte di un aereo statunitense (il DC-10-30 N13067 del volo Continental Airlines 055) che era decollato poco prima dalla stessa pista, e sembra che siano stati questi detriti a causare l'esplosione di una gomma del Concorde e l'incendio al motore.
Il 6 dicembre 2010 il tribunale di Pontoise ha giudicato la Continental Airlines penalmente responsabile dell'incidente e l'ha condannata.
L'8 marzo 2012 si è aperto il processo d'appello presso il tribunale di Versailles.
Per ironia della sorte, il Concorde F-BTSC era già stato protagonista di un incidente nella finzione cinematografica; era stato, infatti, l'esemplare utilizzato per le riprese del film Airport '80.

## Dettagli
L'aereo coinvolto nell'incidente era un Concorde registrato F-BTSC (numero di serie 203) consegnato all'Air France il 6 gennaio 1976, che aveva effettuato il suo primo volo il 31 gennaio 1975 con marche F-WTSC ed aveva iniziato la sua attività come aereo di linea nel 1980. Come tutti i Concorde, era dotato di quattro motori Rolls-Royce Olympus 593 con post-bruciatori. In 25 anni di servizio aveva accumulato 11 989 ore di volo e 4 873 cicli di manutenzione. La sua ultima manutenzione aveva avuto luogo il 21 luglio 2000, quattro giorni prima del disastro; in tale occasione non erano state trovate anomalie.
L'equipaggio era composto dai seguenti soggetti:
- Il Comandante Christian Marty, 54 anni, che lavorava per Air France dal 1967. Aveva 13 477 ore di volo, di cui 317 sui Concorde. Nel corso della carriera aveva pilotato anche il Boeing 727, 737, Airbus A300, A320 e A340.
- Il Primo Ufficiale Jean Marcot, 50 anni, dipendente di Air France dal 1971 con 10 035 ore di volo, di cui 2 698 sui Concorde. Era abilitato anche all'Aérospatiale N 262, il Morane-Saulnier MS.760 Paris, il Sud Aviation Caravelle e l'Airbus A300.
- L'ingegnere di volo Gilles Jardinaud, 58 anni, assunto da Air France nel 1968. Aveva 12 532 ore di volo, di cui 937 sui Concorde. Jardinaud aveva pilotato anche il Sud Aviation Caravelle, il Dassault Falcon 20, il Boeing 727, 737 e 747 (compresa la variante -400).

Il velivolo che causò il disastro era un McDonnell Douglas DC-10-30 operante il volo Continental Airlines 055. Tale aereo, con tre motori General Electric CF6-50C2R, fu consegnato all'Alitalia il 19 aprile 1974 con marche I-DYNB e battezzato Giotto di Bondone; era il sesto dei sette esemplari di tale velivolo adoperati dalla compagnia. Il 27 giugno 1985 venne ceduto alla Eastern Airlines e immatricolato N391EA. Il 21 settembre 1990 fu consegnato alla Continental Airlines, che lo usò come N13067 fino al 15 aprile 2001, quando venne accantonato e infine demolito il 27 aprile 2005.

## Dinamica dell'incidente

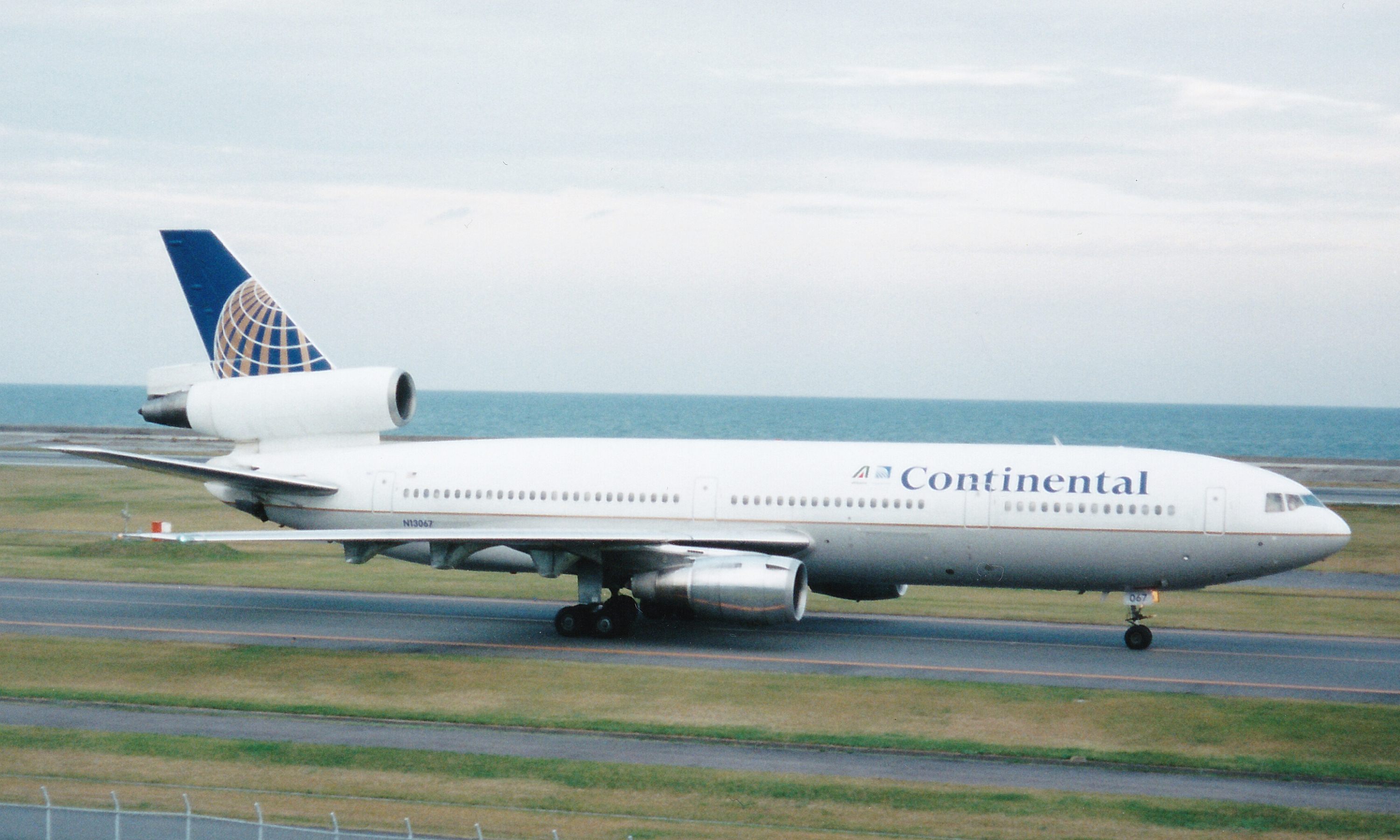
N13067, il DC-10-30 responsabile del disastro, fotografato nel 1996.

Alle 14:38 (ora locale), il volo Continental Airlines 55, operato dal suddetto DC-10-30, decollò dalla pista 26R dell'aeroporto Charles de Gaulle, diretto a Newark. Durante la corsa, dall'aereo si staccò una striscia di titanio larga 3 cm, lunga circa 50 cm e spessa 1,4 mm. Nessuno si accorse di nulla e il Concorde si allineò sulla stessa pista.
Durante l'accelerazione, uno degli pneumatici del Concorde colpì la striscia di titanio ed esplose. Un grande frammento di gomma, pesante circa 4,5 kg, venne scagliato verso l'alto e urtò la parte inferiore dell'ala sinistra del Concorde, che si stava muovendo alla velocità di oltre 300 km/h, provocando un'onda di pressione all'interno del serbatoio che causò la rottura del bocchettone da cui viene effettuato il rifornimento del carburante; ne scaturì una fuoriuscita di carburante di circa 75 litri al secondo; altri frammenti di gomma causarono il trancio di alcuni cavi nel carrello sinistro, che produssero un arco elettrico, il quale finì per incendiare il carburante che fluiva copioso verso l'esterno dell'ala sinistra. I motori 1 e 2 improvvisamente persero la loro spinta, ma la recuperarono in parte nei secondi successivi. Si sviluppò una grande fiammata e l'equipaggio spense il motore 2 a causa dell'avviso di incendio.
Avendo superato la velocità V1 il decollo non poteva essere annullato, quindi il velivolo continuò la sua corsa. Nonostante i danni riportati, l'aereo fu in grado di staccarsi da terra, ma al momento di sollevare il carrello esso non rientrò. L'aereo non fu quindi in grado né di prendere quota né di accelerare, mantenendo la velocità di 200 nodi (370 km/h) e un'altezza di 200 piedi (60 metri). L'incendio danneggiò l'ala posteriore. Il motore 1 successivamente perse improvvisamente potenza e non si riuscì a recuperarla. A causa della spinta non simmetrica l'ala di destra si alzò, costringendo l'aereo a una inclinazione di 110°, virando verso sinistra. L'equipaggio ridusse la spinta dei motori 3 e 4 per livellare l'aereo, ma la velocità del velivolo diminuì ulteriormente mandandolo in stallo.
Dopo poco più di un minuto dal decollo, il Concorde F-BTSC dell'Air France perse la poca quota che aveva guadagnato e si schiantò sull'hotel Hôtelissimo, nei pressi dell'aeroporto di Parigi-Le Bourget a 9,5 km in linea d'aria dall'aeroporto Charles de Gaulle, in una zona pianeggiante all'intersezione tra la RN17 e la RD902.
L'equipaggio stava tentando di condurre il velivolo verso l'aeroporto di Le Bourget, a circa 10 km in linea d'aria dall'aeroporto Charles de Gaulle. L'aereo è andato completamente distrutto al momento dell'impatto, così come l'hotel contro il quale si è schiantato.

### Registrazione di volo
Alle 14:40:01 il Concorde viene autorizzato ad allinearsi mentre l'equipaggio termina la check list della fase taxi. Alle 14:42:17 il Concorde viene autorizzato per il decollo. Il controllore di volo annuncia un vento di 090° e 8 nodi.
| [14:42:17,00] Torre di controllo: «Air France quarante-cinq quatre-vingt-dix, piste vingt-six droite, vent zéro quatre-vingt-dix, huit noeuds, autorisé décollage.» [Air France 4590, pista 26 destra, vento 090, 8 nodi, autorizzato al decollo.] |
| [14:42:21,16] Co-pilota: «Quarante-cinq quatre-vingt-dix décolle vingt-six droite.» [4590 in decollo 26 destra] (suono di un interruttore) |
| [14:42:24,21] Pilota: «Est-ce que tout le monde est prêt?» [Tutti pronti?] [14:42:25.19] Co-pilota: «Oui» [Sì] [14:42:26.00] Ingegnere di volo: «Oui» [Sì] |
| [14:42:26,15] Pilota: «Vers cent V un cent cinquante» [Verso 100 V1 150] |
Si sente un suono simile a quello dei motori che aumentano la potenza. Alle 14:42:30 si sente il caratteristico click delle leve della spinta portate al massimo. Dopo un secondo viene annunciato il "top" dal capitano.
| [14:42:35,08] Voce non identificata: «Vas-y, Christian» [Vai, Christian] |
| [14:42:43,08] Ingegnere di volo: «On a quatre réchauffes.» [Abbiamo quattro postbruciatori.] |
| [14:42:54,16] Co-pilota: «cent nœuds» [100 nodi] |
In accordo con le procedure, il primo ufficiale annuncia il raggiungimento della velocità di 100 nodi.
| [14:42:55,13] Pilota: «Vérifié» [Confermato] |
| [14:42:57,00] Ingegnere di volo: «Quatre vertes» [Quattro verdi] |
L'ingegnere di volo segnala che le spie relative allo stato dei motori sono tutte verdi, che significa che tutti i motori stanno funzionando correttamente.
| [14:43:03,17] Co-pilota: «V un» [V 1] (rumore a bassa frequenza) |
Alle 14:43:09, probabilmente, la gomma numero 2 viene colpita dalla striscia di metallo. Si può sentire un rumore breve e chiaro mezzo secondo più tardi, forse causato dal danno alla gomma. La distanza percorsa è di 1 720 metri ed è nella zona della pista che l'aereo percorreva in tale momento che sono stati ritrovati una striscia metallica e un grosso frammento della gomma. Alle 14:43:11 si sente un cambiamento nel rumore di fondo. In quel momento il velivolo viaggiava a una velocità di 178 nodi e la distanza percorsa era di 1 810 metri. In questo momento il capitano inizia a spostare il timone leggermente a destra (circa 5°) in conseguenza al leggero movimento dell'aereo a sinistra.
| [14:43:11,22] Pilota: (incomprensibile) |
Tra le 14:43:12 e le 14:43:13 si avverte un primo calo di potenza dai motori 1 e 2, come confermato dalle parole del primo ufficiale, che dice di prestare attenzione, in quanto le spie verdi dei motori 1 e 2 probabilmente si sono spente in quel momento, e la torre di controllo segnala all'equipaggio la presenza di fiamme dietro il velivolo. Siccome non vi è un danno significativo, la perdita di potenza si può attribuire all'ingestione di gas caldi da parte del motore 2 e di detriti e/o gas caldi da parte del motore 1. Al momento non viene inviato alcun avviso d'incendio nella cabina.
| [14:43:13,00] Co-pilota: «Attention» [Attenzione] |
| [14:43:13,09] Torre di controllo: «Concorde zéro ... quarante-cinq quatre-vingt-dix, vous avez des flammes (unclear), vous avez des flammes derrière vous» [Concorde zero ... 4590, avete fiamme (incomprensibile), avete fiamme dietro di voi] |
Il cambiamento del rumore di fondo è stato probabilmente causato dall'accensione del carburante fuoriuscito in seguito al danno, infatti due secondi più tardi la torre di controllo avvista le fiamme sul retro dell'aereo. L'aereo vira verso sinistra con una deviazione di 2° al secondo, a causa della perdita di potenza dei motori 1 e 2. Alle 14:43:15,7 viene registrata un'ulteriore deviazione del timone di 20° a destra quando la deviazione raggiunge i 5° (direzione = 264°).
| [14:43:16,03] Voce non identificata: «Droite» [Destra] (cambiamento nel rumore di fondo, suono di un interruttore) |
Probabilmente durante i tre secondi successivi l'equipaggio percepisce le anomalie in quanto esse causano strani rumori, accelerazioni laterali, perdita di accelerazione longitudinale e forse anche flash di luce causati dall'accensione del carburante.
Tra le 14:43:16,1 e 14:43:18,1 la luce verde del motore 1 si riaccende, mentre i parametri del motore 2 indicano una spinta bassissima, circa il 3% del valore nominale.
| [14:43:18,20] Co-pilota: «Bien reçu» [Ricevuto] |
| [14:43:20,11] Ingegnere di volo: «Panne mot panne moteur deux» [Avaria al motore 2] (due suoni di interruttori, seguiti da un allarme di incendio) |
L'ingegnere di volo comunica l'avaria al motore 2. In questo momento la velocità è di 200 nodi e la distanza percorsa di 2 745 metri. Nel secondo seguente il motore 2 si riprende leggermente, fornendo il 15% della sua spinta nominale.
Tra le 14:43:20,9 e le 14:43:21,9 il motore 1 ha un secondo calo di potenza. Alle 14:43:21,9 l'aereo si stacca da terra a una velocità di 205 nodi.
| [...] Voce non identificata: «ça brûle bien hein» [Sta bruciando, huh] |
| [14:43:24,20] Ingegnere di volo: «Coupe le moteur deux» [Spegni il motore due] |
| [14:43:25,19] Pilota: «Procédure feu réacteur» [Procedura incendio al motore] (suono di interruttore, termine dell'allarme) |
Viene attivata la procedura antincendio e si può sentire un rumore che secondo le investigazioni proviene dal posizionamento della leva della potenza del motore 2 sulla posizione di arresto e dall'attivazione della leva antincendio del motore 2.
| [14:43:27,04] Co-pilota: «Le badin le badin le badin» [indicatore velocità, indicatore velocità indicatore velocità] (suono di un interruttore) |
| [14:43:28,17] Voce non identificata: «Ça brûle bien et je suis pas sur que ça vienne du moteur» [Sta bruciando e non sono sicuro che venga dal motore] (suono di un interruttore) |
| [14:43:30,00] Pilota: «Train sur rentré» [Rientro carrello] |
Il pilota chiede il rientro del carrello. La velocità è ancora di 200 nodi, il radioaltimetro misura 100 piedi (circa 30 metri dal suolo) e la velocità di salita è di 750 piedi al minuto. Nei secondi successivi i controllori di volo confermano le fiamme dietro all'aereo. Il motore 1 sta producendo il 75% della spinta.
| [14:43:31,15] Torre di controllo: «Quarante-cinq quatre-vingt-dix, vous avez de fortes flammes derrière vous» [4590, avete delle grandi fiamme dietro di voi] |
| [14:43:32,14] Ingegnere di volo: «Le train» [Il carrello] (allarme, simile ad un allarme fumo nelle toilette) |
L'ingegnere di volo ripete "il carrello" per il co-pilota, che stava confermando la ricezione dell'avviso dalla torre di controllo. L'allarme fumo potrebbe essere causato dall'ingresso del mix di gas ingeriti da uno dei motori di sinistra nell'impianto dell'aria condizionata, fino a raggiungere una toilette. Non si può tuttavia escludere un falso allarme. Alle 14:43:34,12 inizia la ricezione audio dell'antenna Middle Marker di terra (circa 9–14 km dalla soglia pista).
| [14:43:34,17] Co-pilota: «Oui bien reçu» [Sì, ricevuto] |
| [14:43:35,13] Ingegnere di volo: «Le train, non» [Il carrello, no] |
| [14:43:37,08] Torre di controllo: «Donc faite à votre convenance. Vous avez la priorité pour le retour sur le terrain» [Procedete a vostra discrezione. Avete la precedenza per il rientro a terra] |
| [14:43:37,18] Ingegnere di volo: «Train» [Carrello] |
| [14:43:38,10] Co-pilota: «Non» [No] |
L'ingegnere di volo ripete "il carrello" e il co-pilota dà risposta negativa. La luce rossa situata sopra i controlli del carrello di atterraggio si è probabilmente accesa a causa della pressione bassa della gomma 2. La procedura richiede che il carrello non deve essere ritratto, tranne che in caso di pericolo.
| [14:43:39,00] Pilota: «Train (unclear)» [Carrello] (incomprensibile) |
| [14:43:41,04] Co-pilota: «Bien reçu» [Ricevuto] (allarme incendio, tre suoni di interruttore) |
Il capitano ordina il rientro del carrello, mentre il primo ufficiale comunica la ricezione di un messaggio dalla torre di controllo.
| [14:43:45,16] Co-pilota: «J'essaye (unclear)» [Sto tentando (incomprensibile)] |
Probabilmente il co-pilota risponde "sto tentando" all'ordine dato dal capitano; si può supporre che stesse cercando di far rientrare il carrello.
| [14:43:46,08] Pilota: «(Est-ce que) (incomprensibile) tu coupes le réacteur deux là» [Hai (incomprensibile) spento il motore due] (fine dell'allarme fumo) |
| [14:43:48,04] Ingegnere di volo: «J'ai coupé» [L'ho spento] |
Il capitano chiede all'ingegnere di volo se il motore 2 sia stato spento, ricevendo una risposta affermativa.
Alle 14:43:49 termina la ricezione dell'antenna Middle Marker.
| [14:43:49,22] Co-pilota: «Le badin» [L'indicatore di velocità] (suono di un interruttore, fine del campanello) |
L'avvertimento del co-pilota è relativo alla velocità, che resta costante a 200 nodi, mentre con un motore non funzionante dovrebbe essere a 220 nodi.
| [14:43:56,17] Co-pilota: «Le train ne rentre pas» [Il carrello non rientra] (suono di un allarme incendio) |
Il co-pilota dice che il carrello non rientra e conferma l'interpretazione della frase precedente "sto tentando". Alle 14:43:58,6 l'allarme di incendio al motore 2 ricomincia a suonare; non si spegnerà fino alla fine del volo.
| [14:43:56,17] Strumentazione aereo: «Whoop whoop pull up» [14:43:59,03] Strumentazione aereo: «Whoop whoop pull up» [14:44:00,14] Strumentazione aereo: «Whoop whoop pull up» |
Si attiva il Ground Proximity Warning System dell'aereo, che segnala la vicinanza del terreno.
| [14:44:00,17] Co-pilota: «Le badin» [L'indicatore di velocità] |
| [14:44:02,00] Strumentazione aereo: «Whoop whoop pull up» |
I sistemi di bordo segnalano nuovamente la prossimità del suolo, mentre il Concorde sta volando con un'inclinazione di 5°, un'altezza di 165 piedi e una velocità di salita di 160 piedi al minuto.
| [14:44:03,00] Servizio antincendio: «De Gaulle tour du pompier leader» [Torre De Gaulle servizio antincendio] |
| [14:44:05,04] Torre di Controllo: «Pompier leader uh... le Concorde, je ne connais pas ses intentions, mettez vous en position près du doublet sud» [Servizio antincendio, uh... il Concorde, non conosco le sue intenzioni, mettetevi in posizione vicino alla parte sud] (suono di interruttore) |
Alle 14:44:11,5 i parametri del motore 1 mostrano una chiara decelerazione. Solo i motori 3 e 4 rimangono in funzione.
| [14:44:12,00] Pilota: (incomprensibile) |
| [14:44:13,05] Servizio antincendio: «De Gaulle tour du pompier leader l'autorisation pour pénétrer sur la vingt-six droite» [Torre De Gaulle servizio antincendio, autorizzazione per entrare sulla 26 destra] |
| [14:44:14,15] Co-pilota: «Le Bourget, Le Bourget, Le Bourget» [Le Bourget, Le Bourget, Le Bourget] |
| [14:44:16,12] Pilota: «Trop tard (unclear)» [Troppo tardi (incomprensibile)] |
| [14:44:18,02] Torre di controllo: «Pompier leader, correction, le Concorde retourne sur la piste zéro neuf en sens inverse» [Servizio antincendio, correzione, il Concorde sta tornando alla pista 09 in direzione opposta] |
| [14:44:19,19] Pilota: «pas l'temps non (unclear)» [Non c'è tempo, no (incomprensibile)] |
| [14:44:22.19] Co-pilota: «Négatif, on essaye Le Bourget» [Negativo, stiamo tentando Le Bourget] (quattro suoni di interruttori) |
| [14:44:26,10] Co-pilota: «Non (unclear)» [No (incomprensibile)] |
| [14:44:26,10] Servizio antincendio: «De Gaulle tour du pompier leader, vous pouvez me donner la situation du Concorde là» [Torre De Gaulle servizio antincendio, potete darmi la situazione del Concorde] (due suoni più quello di un interruttore, seguito da un altro suono d'interruttore e suoni simili a spostamenti di oggetti) |
| [14:44:29,00] Pilota: (si avvertono tre suoni che rimandano a rumori di sforzo) |
Alle 14:44:31,6 termina la registrazione.

## Vittime
Tutti i passeggeri e l'equipaggio sono deceduti nell'incidente. La maggior parte dei passeggeri erano turisti provenienti dalla Germania che si dirigevano a New York per partecipare a una crociera; il volo infatti era un volo charter affittato dalla società tedesca Peter Deilmann Cruises per trasportare i passeggeri della nave Deutschland. L'equipaggio era formato dal capitano Christian Marty, 53 anni (che era stato pilota anche del Concorde che nel 1992 aveva circumnavigato il globo), dal primo ufficiale Jean Marcot, 50 anni, e dall'ingegnere di volo Gilles Jardinaud, 58 anni; gli assistenti di volo erano sei, cinque donne e un uomo, di età compresa tra i 27 e i 49 anni.
| Nazionalità | Passeggeri | Equipaggio | Totale |
| ----------- | ---------- | ---------- | ------ |
| Germania    | 96         | 0          | 96     |
| Francia     | 0          | 9          | 9      |
| Danimarca   | 2          | 0          | 2      |
| Austria     | 1          | 0          | 1      |
| Stati Uniti | 1          | 0          | 1      |
| Totale      | 100        | 9          | 109    |

Quattro impiegati dell'Hotel sono morti a terra nell'incidente.
| Nazionalità | Totale |
| ----------- | ------ |
| Polonia     | 2      |
| India       | 1      |
| Algeria     | 1      |
| Totale      | 4      |

## Conseguenze
Il Concorde è stato statisticamente il vettore da trasporto passeggeri più sicuro nel mondo, calcolando il numero di morti per la distanza percorsa, anche se la flotta di Boeing 737 in servizio in tutto il mondo riesce in una settimana a trasportare più passeggeri e coprire una distanza maggiore di quella compiuta in tutta la carriera operativa da tutti i Concorde realizzati. Questo incidente è stato l'inizio della fine del Concorde, anche se non è stata l'unica causa dell'uscita dalle scene dell'aereo di linea più famoso del mondo: sicuramente hanno contribuito anche i costi di manutenzione troppo elevati e il consumo di carburante eccessivo.
Dopo pochi giorni tutti i Concorde vennero tenuti a terra, in attesa delle indagini per determinare la causa dell'incidente e le possibili soluzioni. Il Concorde F-BVFC dell'Air France venne fatto rientrare da New York senza passeggeri.

## Indagini
Le indagini ufficiali sono state condotte dal Bureau d'Enquêtes et d'Analyses (BEA), che ha rilasciato quattro rapporti, il rapporto finale è stato pubblicato il 16 gennaio 2002. Venne concluso che l'incidente fu causato da una striscia di titanio, parte di un inversore di spinta, che cadde da un McDonnell Douglas DC-10 della Continental Airlines diretto a Houston che decollò circa 5 minuti prima. Il frammento metallico sbatté contro una delle gomme del Concorde, che si disintegrò, e i frammenti provocarono la rottura di un cavo elettrico e colpirono l'ala. L'impatto creò un'onda d'urto che, pur non fratturando il serbatoio di carburante situato nell'ala a una certa distanza dal punto di impatto, fece saltare il tappo del bocchettone di rifornimento del serbatoio stesso, causando una fuoriuscita di carburante. Il cavo elettrico tranciato generò delle scintille che causarono l'incendio del carburante fuoriuscito. L'equipaggio spense il motore 2 a causa dell'allarme incendio ma non fu in grado di ritrarre il carrello di atterraggio, cosa che ostacolò l'ascesa dell'aereo. Con il motore 1 in difficoltà, l'aereo non fu in grado di prendere quota o accelerare, entrò in stallo e virò a sinistra. L'impatto avvenne con l'Hotel a Gonesse. In base al rapporto, il pezzo di titanio del DC-10 non era approvato dalla Federal Aviation Administration degli Stati Uniti.

### Conclusioni
Gli investigatori conclusero che:
- L'aereo era in buone condizioni, l'equipaggio era esperto e qualificato e si comportò in modo assolutamente appropriato, ma i danni erano così gravi che le possibilità di un atterraggio sicuro erano praticamente inesistenti. Il carrello di atterraggio, che non fu possibile ritrarre, non aveva mostrato problemi seri in passato. L'addestramento dell'equipaggio non prevedeva che fosse preparato a fronteggiare un'avaria simultanea a due motori sulla pista di decollo, poiché era un evento considerato molto improbabile.
- L'aereo era leggermente sovraccarico.
- Dopo aver raggiunto la velocità di decollo, la gomma della ruota numero 2 fu tagliata da una striscia di metallo presente sulla pista, che si era staccata da un inversore di spinta del motore 3 di un DC-10 che era decollato pochi minuti prima. Questo componente fu installato in violazione alle regole del costruttore.
- L'annullamento del decollo avrebbe avuto comunque conseguenze gravi, in quanto sarebbe sfociato in una fuoriuscita dalla pista ad alta velocità e nel collasso del carrello di atterraggio, che avrebbe provocato un incidente grave all'aereo.
- Due dei motori avevano problemi e uno di essi venne spento, però il danno alla struttura dell'aereo fu così esteso che l'incidente sarebbe stato inevitabile anche con tutti i motori operativi.

## Modifiche
Questo incidente causò delle modifiche ai Concorde mirate ad aumentare la sicurezza dell'aereo, tra cui controlli elettrici più sicuri, rivestimenti in kevlar dei serbatoi di carburante e delle gomme più robuste. Appena prima della ripresa dei voli, tuttavia, ebbero luogo gli attentati dell'11 settembre 2001, che causarono un calo generalizzato nel mercato dei voli di linea, altro elemento che pose definitivamente fine al servizio del Concorde. L'ultimo volo dell'Air France avvenne nel maggio 2003 e della British Airways nell'ottobre 2003.

## Filmografia e media
- Airport '80 (1979) F-BTSC di Air France
- La tragedia che nel luglio del 2000 ha colpito il Concorde è stata analizzata nel documentario Seconds From Disaster: Crash of the Concorde, trasmesso su National Geographic Channel il 6 luglio 2004; la versione italiana si intitola Quei secondi fatali: La tragedia del Concorde.
- L'incidente è stato inoltre analizzato nell'episodio Fiamme al Charles de Gaulle della quattordicesima stagione del documentario Indagini ad alta quota, trasmesso su National Geographic Channel.
- Dateline, Black Box Mystery: The Crash of the Concorde, NBC, 22 février 2009[10].
- Concorde, le crash d'un mythe, Canal +, diffusé le 20 janvier 2010 sur Canal +[11].
- L'incidente del volo Air France 4590 è stato analizzato nell'episodio Fuoco in cielo della prima stagione del documentario SOS: disastri aerei trasmesso da Discovery Channel Italia il 12 novembre 2015.